# Leslie Carter
Leslie Carter (Tampa, 6 juni 1986 - Chautauqua County (New York), 31 januari 2012) was een Amerikaans zangeres.
Carter was de jongere zus van zanger Nick Carter (van de Backstreet Boys) en de oudere zus van zanger Aaron Carter. In 2008 huwde ze met Mike Ashton. Samen hadden ze een dochter.
Carter tekende in 1999 een platencontract bij DreamWorks Records en begon met het opnemen van haar debuutalbum. Dit album zou in juni 2000 uitkomen, maar de release werd eerst uitgesteld en vervolgens geannuleerd. Het nummer Like Wow werd wel gebruikt voor de film Shrek in 2001 en als single uitgebracht.
In 2006 richtte Carter de band The Other Half op, met Mike Ashton (drums), Jason Eldon (gitar) en Sean Smit (basgitaar en achtergrondzang), de band bleef tot 2009 bestaan.
Leslie Carter overleed op 31 januari 2012 aan de gevolgen van een overdosis medicijnen. Zij werd begraven op Chautauqua Cemetery in Chautauqua in de staat New York.
- Bibliothèque nationale de France: cb14602752d (data)
- Gemeinsame Normdatei: 135469848
- International Standard Name Identifier: 0000 0001 1447 6446
- Library of Congress Control Number: no2001077080
- MusicBrainz: 33dcefe5-ce19-4bd9-8265-837d1c8f3cbd
- Virtual International Authority File: 71644074
- WorldCat: E39PBJwCWvFHbkHjMB9vg8F7pP